# Gazette de Nice
La Gazette de Nice est un journal périodique créé en 1772 et disparu en 1775.
Publiée à Nice, dans le royaume de Piémont-Sardaigne, deux collections de cette gazette subsistent : la première à la bibliothèque royale de Turin, la seconde à la bibliothèque d'Étude Romain Gary de Nice.

## Les origines de laGazette de Nice
Le périodique a été créé par Pierre-Joseph Cheisolme, ancien imprimeur du Courrier d'Avignon réfugié à Nice durant l'été 1771. Mais aussi par Gabriel Flotteront, imprimeur niçois d'origine suisse, et par Giuseppe Ferreri de la Fere, auteur et financier de la gazette.
Après obtention des autorisations nécessaires auprès de la couronne du Piémont (privilège d'impression accordé le 27 juin 1772) et auprès des autorités françaises (autorisation de diffusion accordée par le Fermier général en 1772), le périodique est lancé courant 1772.
Le premier numéro parait le 17 août 1772, peu de temps après la publication du Prospectus de la Gazette de Nice, prospectus présentant ledit périodique.
Le choix du nom de la gazette, qui devait dans un premier temps s'appeler Gazette du Piémont, est lié en partie à la volonté du Sénat de la cité de Nice de défendre son autonomie vis-a-vis du Sénat de Turin.
La publication est soumise à un contrôle important de la part des censeurs piémontais : la Gazette de Nice ne doit pas prendre de position politique, doit adopter un ton neutre, voire travestir la vérité afin de ne froisser aucune puissance étrangère ni déranger l'ordre établi. En cela, elle doit se comporter comme la très grande majorité des gazettes d'alors (Gazette de France, Gazette de Bruxelles, etc.).

## Le contenu de la gazette
La typographie de la gazette est soignée. Le thème de l'ange est présent dans la riche gravure située en tête de la page de garde du périodique, œuvre de Constantinus et qui donne au périodique une certaine originalité. Au centre de l'image, dans un cartouche contenant un aiglon et sur lequel repose une couronne, figurent les armes de Nice. La ville est représentée par ses fortifications au-dessus desquelles pointe la coupole à la génoise de la cathédrale Sainte-Réparate de Nice, achevée en 1699. L'ange à la trompette tient un parchemin sur lequel on peut lire « Nouvelles du Monde », annonçant ce que les associés niçois ont pour volonté d'offrir à la sagacité de leurs lecteurs. Au centre, se tient un cavalier, courrier élancé tenant dans sa main droite une lettre ; il joint idéalement la mer, représentée à droite par un navire, à la terre.
La Gazette de Nice publie principalement des nouvelles économiques et politiques, en provenance des principales villes européennes. Quelques nouvelles sont aussi données du Levant et de Barbarie, mais elles restent minoritaires. Les nouvelles économiques sont le plus souvent liées aux édits royaux : le journal publie aussi des petites annonces, cinq par exemple pour l'année 1773. Les nouvelles politiques, quant à elles, concernent les grands événements de l'époque, ceux auxquels toutes les gazettes européennes s'intéressent alors, comme le premier partage de la Pologne et ses suites, partage décidé en 1772 et dont les traités sont ratifiés en 1773.
Mais le périodique informe aussi régulièrement des arrivées de bateaux dans le port franc de Nice, ne précisant cependant que très rarement la composition de leurs équipages ou les marchandises qu'ils transportent.
Le périodique sarde s'apparente, en fait, aux gazettes dites institutionnelles, comme la Gazette de Leyde ou la Gazette d'Amsterdam, plus qu'à celles qui, comme le Courrier de l'Europe ou la Gazette de Cologne, veulent faire de l'information à tout prix avec des anecdotes croustillantes ou sensationnelles.

## La suppression de laGazette de Nice
Le périodique a été « supprimé en suite de réclamation de quelque puissance étrangère», raison récurrente à l'époque pour expliquer la fin de bien des titres. Il s'agit là très certainement d'une version officielle.
La suppression effective a eu lieu à une date inconnue, entre le mois de décembre 1774 lorsque le secrétaire d'État à la Marine, Sartine, réclame au consul de France à Nice des exemplaires à paraître du périodique, et le 18 août 1775, date d'une supplique de Ferreri auprès du Sénat de Nice dans laquelle il évoque la fin du titre dont il fut l'auteur.
À la suite de cette suppression, Giuseppe Ferreri quitte Nice précipitamment après avoir organisé une loterie destinée à renflouer sa dette de 15 000 lires, peut être contractée dans l'aventure de la gazette niçoise dont il fut le principal financier. Il est mort à Nice, en 1787.
Gabriel Flotteront mourut aussi à Nice, le 8 février 1803.
Quant à Cheisolme, il semble qu'il vendit son imprimerie en 1775 à Simon Molle.